# Габрешко спомогателно дружество „Напредък“
Габрешкото спомогателно дружество „Напредък“ (на английски: Cheritable asociation Gabresh) е неполитическа организация на македонски българи, бежанци от костурското село Габреш в Торонто, Канада.
Дружеството е създадено на 1 март 1911 година с главна цел да подпомага наскоро пристигналите емигранти от селото. То е официално регистрирано и е разполагало със собствен устав. Негови членове са били около 250 души, които са организирали пикници съвместно с дружеството от село Дреновени.